# Чхве Хёнми
Чхве Хёнми (кор. 최현미; род. 7 ноября 1990, Пхеньян, КНДР) — южнокорейская спортсменка-боксёр. Чемпионка мира в двух весовых категориях: в 2008—2013 годах — чемпионка в полулёгком весе по версии Всемирной боксёрской ассоциации (WBA), с 2013 года — обладательница титула WBA во втором полулёгком весе.

## Биография
Начала боксёрскую карьеру в КНДР. В 2003 году, когда ей было 13 лет, спортивные скауты заметили её талант. На тот момент она училась в одной из школ Пхеньяна и была почти на голову выше сверстников. Тренер Ким Чхольджу, который занимался созданием женской сборной по боксу с целью участия в Олимпийских играх 2008 года, пригласил её тренироваться в группу, где она была самой младшей среди 20-ти спортсменок.
Её отец в КНДР был бизнесменом, работал в государственной компании, которая экспортировала цинк в Китай и морских ежей в Японию. По работе он выезжал за границу, квартира семьи была заставлена техникой из Японии, а дети — Хёнми и её старший брат — одевались только в японскую одежду.
В 2004 году отец, опасавшийся репрессий и не согласный с бедственным положением страны, решил бежать из КНДР. Семья Чхве проделала путь через Китай и Вьетнам, в конце концов обосновавшись в Республике Корея. На Юге отец, сменивший имя на Чхве Чхольсу, не мог найти работу, поэтому семья жила в основном за счёт государственных пособий для беженцев. Чхве Хёнми решила обеспечивать родственников за счёт призовых, заработанных на боксёрских турнирах. В Республике Корея промоутеры рекламировали Чхве как «Девушку-перебежчицу-боксёра» (англ. Defector Girl Boxer).
В 2006 году Чхве участвовала в пяти любительских южнокорейских чемпионатах по боксу, потерпев лишь одно поражение в 17-ти боях. С сентября 2007 года выступала в профессиональном боксе. Из-за разногласий по контракту она некоторое время не появлялась на ринге.
В октябре 2008 года, тренируясь тогда под руководством Ким Хансана, стала чемпионкой мира в полулёгком весе по версии WBA. Бой за титул проходил в Чинане, Республика Корея. Чхве, который было 17 лет 339 дней, одержала победу над китаянкой Сюй Чуньянь единогласным решением судей.
По состоянию на октябрь 2023 года занимает третье место среди спортсменок-боксёров во втором полулёгком весе по версии The Ring.

## Статистика профессиональных боёв
В таблице перечислены результаты всех поединков боксёров.
В каждой строке указан результат поединка. Дополнительно номер поединка обозначен цветом, который обозначает итог поединка. Расшифровка обозначений и цветов представлена в нижеследующей таблице.
| Пример | Расшифровка                     |
| ------ | ------------------------------- |
|        | Победа                          |
|        | Ничья                           |
|        | Поражение                       |
|        | Планируемый поединок            |
|        | Поединок признан несостоявшимся |
| КО     | Нокаут                          |
| ТКО    | Технический нокаут              |
| PTS    | Решение судей (по очкам)        |
| UD     | Единогласное решение судей      |
| MD     | Решение большинства судей       |
| SD     | Раздельное решение судей        |
| RTD    | Отказ от продолжения боя        |
| DQ     | Дисквалификация                 |
| NC     | Поединок признан несостоявшимся |

| 21 поединок, 20 побед (5 нокаутом), 1 ничья. | 21 поединок, 20 побед (5 нокаутом), 1 ничья. | 21 поединок, 20 побед (5 нокаутом), 1 ничья. | 21 поединок, 20 побед (5 нокаутом), 1 ничья. | 21 поединок, 20 побед (5 нокаутом), 1 ничья.                                | 21 поединок, 20 побед (5 нокаутом), 1 ничья. |
| Бой                                          | Рекорд                                       | Дата боя                                     | Соперник                                     | Место проведения боя                                                        | Результат                                    |
| -------------------------------------------- | -------------------------------------------- | -------------------------------------------- | -------------------------------------------- | --------------------------------------------------------------------------- | -------------------------------------------- |
| 21                                           | 20–0–1                                       | 19 октября 2022                              | Ванесса Брэдфорд                             | SK Olympic Handball Gymnasium, Сеул, Республика Корея                       | UD (10)                                      |
| 20                                           | 19–0–1                                       | 18 сентября 2021                             | Симоне Апаресида да Сильва                   | Dongducheon Sports Center, Тондучхон, Республика Корея                      | KO 9 (10), 1:15                              |
| 19                                           | 18–0–1                                       | 18 декабря 2020                              | Калиста Сальгадо                             | Seminole Hard Rock Hotel & Casino, Холливуд, США                            | UD (10)                                      |
| 18                                           | 17–0–1                                       | 29 июня 2019                                 | Вакако Фудзивара                             | East Incheon middle school, Инчхон, Республика Корея                        | UD (10)                                      |
| 17                                           | 16–0–1                                       | 15 июля 2018                                 | Майра Алехандра Гомес                        | Prince Hotel, Тэгу, Республика Корея                                        | UD (10)                                      |
| 16                                           | 15–0–1                                       | 18 ноября 2017                               | Джессика Гонсалес                            | Seoun Park Tennis Gymnasium, Инчхон, Республика Корея                       | TD 6 (10), 1:05                              |
| 15                                           | 14–0–1                                       | 15 апреля 2017                               | Кимика Миёси                                 | Siheung Gymnasium, Сихын, Республика Корея                                  | UD (10)                                      |
| 14                                           | 13–0–1                                       | 16 мая 2016                                  | Унатхи Мьекени                               | Jinju Arena, Чинджу, Республика Корея                                       | UD (10)                                      |
| 13                                           | 12–0–1                                       | 27 марта 2016                                | Диана Айяла                                  | Gwangmyeong Cave, Кванмён, Республика Корея                                 | UD (10)                                      |
| 12                                           | 11–0–1                                       | 6 декабря 2015                               | Сириван Тхонгманит                           | Seogu Public Sports Center, Тэгу, Республика Корея                          | KO 3 (10), 1:19                              |
| 11                                           | 10–0–1                                       | 23 мая 2015                                  | Тика Мидзутани                               | Mungyeong Gymnasium, Мунгён, Республика Корея                               | UD (10)                                      |
| 10                                           | 9–0–1                                        | 10 мая 2013                                  | Кинпетч Суперчампс                           | Seoul National University of Science and Technology, Сеул, Республика Корея | TKO 8 (10), 1:19                             |
| 9                                            | 8–0–1                                        | 15 августа 2013                              | Эмико Раика                                  | Wolmido, Инчхон, Республика Корея                                           | UD (10)                                      |
| 8                                            | 7–0–1                                        | 5 мая 2013                                   | Шэннон О’Коннелл                             | KBS Sports World, Сеул, Республика Корея                                    | UD (10)                                      |
| 7                                            | 6–0–1                                        | 4 мая 2012                                   | Росио Кастильо                               | KBS Sports World, Сеул, Республика Корея                                    | UD (10)                                      |
| 6                                            | 5–0–1                                        | 17 декабря 2011                              | Саинумдои Суперчампс                         | Seoul National University of Science and Technology, Сеул, Республика Корея | TKO 5 (10), 1:19                             |
| 5                                            | 4–0–1                                        | 29 апреля 2011                               | Сэнди Цагурис                                | Chungeui Temple, Йесан, Республика Корея                                    | KO 3 (10), 1:39                              |
| 4                                            | 3–0–1                                        | 30 апреля 2010                               | Клаудия Андреа Лопес                         | Sungkyunkwan University, Сувон, Республика Корея                            | SD (10)                                      |
| 3                                            | 2–0–1                                        | 21 ноября 2009                               | Тэнку Цубаса                                 | Sungkyunkwan University, Сувон, Республика Корея                            | UD (10)                                      |
| 2                                            | 1–0–1                                        | 30 мая 2009                                  | Ким Хёмин                                    | Seoul National Univ. of Technology, Сеул, Республика Корея                  | SD (10)                                      |
| 1                                            | 1–0                                          | 11 октября 2008                              | Сюй Чуньянь                                  | Gymnasium, Чинан, Республика Корея                                          | UD (10)                                      |
| Бой                                          | Рекорд                                       | Дата боя                                     | Соперник                                     | Место проведения боя                                                        | Результат                                    |